# Paul Barrett (cầu thủ bóng đá)
Paul David Barrett (sinh ngày 13 tháng 4 năm 1978) là một cựu cầu thủ bóng đá người Anh thi đấu ở Football League cho Wrexham.